# Ugo Natoli
Ugo Natoli (Messina, 9 febbraio 1915 – Roma, 13 novembre 1992) è stato un giurista italiano.

## Biografia
Fratello di Aldo Natoli e di Glauco Natoli, è stato docente ordinario di diritto del lavoro.
Ex partigiano e collaboratore di Palmiro Togliatti al ministero della Giustizia, Natoli è stato componente del primo Consiglio superiore della magistratura (eletto dal Parlamento nel 1958), nonché animatore dell'associazione "Giuristi democratici".
Allievo di Salvatore Pugliatti, professore ordinario, gli è riconosciuto il merito di aver osservato che le norme programmatiche contenute nella Costituzione rappresentano “il definitivo criterio di valutazione di legittimità di tutta l’attività espressa dalla attività dello Stato”.
Dopo aver insegnato a lungo alla facoltà di giurisprudenza dell'università di Messina, è stato titolare della cattedra di diritto civile presso facoltà di giurisprudenza dell'Università degli studi di Pisa, e a lungo preside e direttore dell'Istituto di diritto privato della medesima facoltà, istituto che gli fu intitolato dopo la morte.
Fondatore della Rivista Giuridica del Lavoro e della Previdenza Sociale, collaborò insieme agli allievi Lina Bigliazzi Geri, Umberto Breccia e Francesco Donato Busnelli alla collana di diritto civile della casa editrice UTET.